# Basket vid olympiska sommarspelen 1952
Basketturneringen vid olympiska sommarspelen 1952 var de tredje spelen med basket på programmet. 23 nationer var representerade.

## Medaljfördelning
| Klass  | Guld | Silver | Brons |
| Herrar | USA (USA) Ron Bontemps Marc Freiberger Wayne Glasgow Charlie Hoag Bill Hougland John Keller Dean Kelley Bob Kenney Bob Kurland Bill Lienhard Clyde Lovellette Frank McCabe Dan Pippin Howie Williams | Sovjetunionen (URS) Stepas Butautas Nodar Dzhordzhikiya Anatoly Konev Otar Korkiya Heino Kruus Ilmar Kullam Justinas Lagunavičius Joann Lõssov Aleksandr Moiseyev Yuri Ozerov Kazys Petkevičius Stasys Stonkus Maigonis Valdmanis Viktor Vlasov | Uruguay (URU) Martín Acosta y Lara Enrique Baliño Victorio Cieslinskas Héctor Costa Nelson Demarco Héctor García Otero Tabaré Larre Borges Adesio Lombardo Roberto Lovera Sergio Matto Wilfredo Peláez Carlos Roselló |

## Gruppspel

### Grupp A
| Pos | Lag             | SM | V | F | GP  | IP  | PS  | P | Kvalificerad för |  | USA | Uruguay | Tjeckoslovakien | Ungern |
| --- | --------------- | -- | - | - | --- | --- | --- | - | ---------------- |  | --- | ------- | --------------- | ------ |
| 1   | USA             | 3  | 3 | 0 | 195 | 139 | +56 | 6 | Kvartsfinal      |  |     | 57–44   | 72–47           | 63–39  |
| 2   | Uruguay         | 3  | 2 | 1 | 167 | 164 | +3  | 5 | Kvartsfinal      |  |     |         | 53–51           | 70–56  |
| 3   | Tjeckoslovakien | 3  | 1 | 2 | 161 | 164 | −3  | 4 |                  |  |     |         |                 | 63–39  |
| 4   | Ungern          | 3  | 0 | 3 | 143 | 199 | −56 | 3 |                  |  |     |         |                 |        |

### Grupp B
| Pos | Lag           | SM | V | F | GP  | IP  | PS  | P | Kvalificerad för |  | Sovjetunionen | Bulgarien | Mexiko | Finland |
| --- | ------------- | -- | - | - | --- | --- | --- | - | ---------------- |  | ------------- | --------- | ------ | ------- |
| 1   | Sovjetunionen | 3  | 3 | 0 | 192 | 143 | +49 | 6 | Kvartsfinal      |  |               | 74–46     | 71–62  | 72–47   |
| 2   | Bulgarien     | 3  | 2 | 1 | 163 | 182 | −19 | 5 | Kvartsfinal      |  |               |           | 52–44  | 65–64   |
| 3   | Mexiko        | 3  | 1 | 2 | 172 | 171 | +1  | 4 |                  |  |               |           |        | 66–48   |
| 4   | Finland       | 3  | 0 | 3 | 147 | 178 | −31 | 3 |                  |  |               |           |        |         |

### Grupp C
| Pos | Lag          | SM | V | F | GP  | IP  | PS  | P | Kvalificerad för |  | Argentina | Brasilien | Filippinerna | Kanada |
| --- | ------------ | -- | - | - | --- | --- | --- | - | ---------------- |  | --------- | --------- | ------------ | ------ |
| 1   | Argentina    | 3  | 3 | 0 | 239 | 196 | +43 | 6 | Kvartsfinal      |  |           | 72–56     | 85–59        | 82–81  |
| 2   | Brasilien    | 3  | 2 | 1 | 184 | 179 | +5  | 5 | Kvartsfinal      |  |           |           | 71–52        | 57–55  |
| 3   | Filippinerna | 3  | 1 | 2 | 192 | 221 | −29 | 4 |                  |  |           |           |              | 81–65  |
| 4   | Kanada       | 3  | 0 | 3 | 201 | 220 | −19 | 3 |                  |  |           |           |              |        |

### Grupp D
| Pos | Lag       | SM | V | F | GP  | IP  | PS  | P | Kvalificerad för |  | Frankrike | Chile | Egypten | Kuba  |
| --- | --------- | -- | - | - | --- | --- | --- | - | ---------------- |  | --------- | ----- | ------- | ----- |
| 1   | Frankrike | 3  | 3 | 0 | 202 | 149 | +53 | 6 | Kvartsfinal      |  |           | 52–43 | 92–64   | 58–42 |
| 2   | Chile     | 3  | 2 | 1 | 170 | 150 | +20 | 5 | Kvartsfinal      |  |           |       | 74–46   | 53–2  |
| 3   | Egypten   | 3  | 1 | 2 | 176 | 221 | −45 | 4 |                  |  |           |       |         | 66–55 |
| 4   | Kuba      | 3  | 0 | 3 | 149 | 177 | −28 | 3 |                  |  |           |       |         |       |

## Slutspel

### Kvartsfinaler

#### Grupp A
| Pos | Lag       | SM | V | F | GP  | IP  | PS  | P | Kvalificerad för    |  | Uruguay | Argentina | Bulgarien | Frankrike |
| --- | --------- | -- | - | - | --- | --- | --- | - | ------------------- |  | ------- | --------- | --------- | --------- |
| 1   | Uruguay   | 3  | 2 | 1 | 194 | 187 | +7  | 5 | Spel om 1-4:e plats |  |         | 66–65     | 62–54     |           |
| 2   | Argentina | 3  | 2 | 1 | 226 | 174 | +52 | 5 | Spel om 1-4:e plats |  |         |           | 100–56    | 61–52     |
| 3   | Bulgarien | 3  | 1 | 2 | 177 | 220 | −43 | 4 | Spel om 5–8:e plats |  |         |           |           | 67–58     |
| 4   | Frankrike | 3  | 1 | 2 | 178 | 194 | −16 | 4 | Spel om 5–8:e plats |  | 68–66   |           |           |           |

#### Grupp B
| Pos | Lag           | SM | V | F | GP  | IP  | PS  | P | Kvalificerad för    |  | USA | Sovjetunionen | Brasilien | Chile  |
| --- | ------------- | -- | - | - | --- | --- | --- | - | ------------------- |  | --- | ------------- | --------- | ------ |
| 1   | USA           | 3  | 3 | 0 | 246 | 166 | +80 | 6 | Spel om 1-4:e plats |  |     | 86–58         | 57–53     | 103–55 |
| 2   | Sovjetunionen | 3  | 2 | 1 | 190 | 195 | −5  | 5 | Spel om 1-4:e plats |  |     |               | 54–49     | 78–60  |
| 3   | Brasilien     | 3  | 1 | 2 | 177 | 155 | +22 | 4 | Spel om 5–8:e plats |  |     |               |           | 75–44  |
| 4   | Chile         | 3  | 0 | 3 | 159 | 256 | −97 | 3 | Spel om 5–8:e plats |  |     |               |           |        |

### Spel om femte- till åttondeplats
|  | Semifinaler  | Semifinaler  |    |              | Match om femteplats  | Match om femteplats |  |
|  |              |              |    |              |                      |                     |  |
|  |              |              |    |              |                      |                     |  |
|  | B4 Chile     | 60           |    |              |                      |                     |  |
|  | A3 Bulgarien | 53           |    |              |                      |                     |  |
|  |              |              |    |              |                      |                     |  |
|  |              |              |    |              |                      |                     |  |
|  |              |              |    |              | B4 Chile             | 58                  |  |
|  |              | B3 Brasilien | 49 |              |                      |                     |  |
|  |              |              |    |              |                      |                     |  |
|  |              |              |    |              |                      |                     |  |
|  |              |              |    |              | Match om sjundeplats |                     |  |
|  |              |              |    |              |                      |                     |  |
|  | B3 Brasilien | 59           |    | A3 Bulgarien | 58                   |                     |  |
|  | A4 Frankrike | 44           |    |              | A4 Frankrike         | 44                  |  |

### Spel om första- till fjärdeplats
|  | Semifinaler      | Semifinaler      |    |            | Final        | Final |  |
|  |                  |                  |    |            |              |       |  |
|  |                  |                  |    |            |              |       |  |
|  | B2 Sovjetunionen | 61               |    |            |              |       |  |
|  | A1 Uruguay       | 85               |    |            |              |       |  |
|  |                  |                  |    |            |              |       |  |
|  |                  |                  |    |            |              |       |  |
|  |                  |                  |    |            | B1 USA       | 36    |  |
|  |                  | B2 Sovjetunionen | 25 |            |              |       |  |
|  |                  |                  |    |            |              |       |  |
|  |                  |                  |    |            |              |       |  |
|  |                  |                  |    |            | Bronsmatch   |       |  |
|  |                  |                  |    |            |              |       |  |
|  | B1 USA           | 85               |    | A1 Uruguay | 68           |       |  |
|  | A2 Argentina     | 76               |    |            | A2 Argentina | 59    |  |

## Slutställning
1. USA
2. Sovjetunionen
3. Uruguay
4. Argentina
5. Chile
6. Brasilien
7. Bulgarien
8. Frankrike
9. Kanada
10. Kuba
11. Tjeckoslovakien
12. Egypten
13. Finland
14. Ungern
15. Mexiko
16. Filippinerna
17. Belgien
18. Grekland
19. Israel
20. Italien
21. Rumänien
22. Schweiz
23. Turkiet